# Plagues of Babylon
Plagues of Babylon es el decimoprimer álbum de estudio de la banda estadounidense Iced Earth y el segundo desde el cambio de vocalista. También se destaca la partida del batería Brent Smedley, que dejó la banda por motivos personales.
Fue grabado durante el 2013 en Senden, Alemania, en los estudios «Principal Studios» y mezclado en «NHow Studios» en Berlín, Alemania y publicado en enero del 2014 por Century Media.
El disco es una continuación de la saga Something Wicked, y cuenta con colaboraciones de varios artistas, entre ellos Hansi Kürsch de Blind Guardian, Michael Poulsen de Volbeat y Russell Allen de Symphony X y Adenaline Mob. Entre otras características, también posee una versión de una canción de Sons of Liberty, otra banda de Jon Schaffer.
El disco fue precedido del lanzamiento del demo en vinilo titulado The Plagues EP el cual tiene tres canciones de este mismo disco y el arte de tapa fue diseñado por Eliran Kantor.

## Canciones
| N.º     | Título                  | Letras                           | Música                           | Duración |  |
| 1.      | «Plagues of Babylon»    | Schaffer                         | Schaffer                         | 7:47     |  |
| 2.      | «Democide»              | Schaffer, Block                  | Schaffer, Block                  | 5:22     |  |
| 3.      | «The Culling»           | Schaffer, Steele, Block          | Schaffer, Sttele, Block          | 4:26     |  |
| 4.      | «Among the Living Dead» | Schaffer, Seele, Block           | Schaffer, Seele, Block           | 5:14     |  |
| 5.      | «Resistance»            | Schaffer, Seele, Appleton, Block | Schaffer, Seele, Appleton, Block | 4:59     |  |
| 6.      | «The End?»              | Schaffer, Appleton, Block        | Schaffer, Appleton, Block        | 7:13     |  |
| 7.      | «If I Could See You»    | Schaffer                         | Schaffer                         | 3:55     |  |
| 8.      | «Cthulhu»               | Schaffer, Block                  | Schaffer, Block                  | 6:04     |  |
| 9.      | «Peacemaker»            | Schaffer, Block                  | Schaffer, Block                  | 5:02     |  |
| 10.     | «Parasite»              | Schaffer, Seele, Block           | Schaffer, Seele, Block           | 3:30     |  |
| 11.     | «Spirit of The Times»   | Schaffer                         | Schaffer                         | 5:05     |  |
| 12.     | «Highwayman»            | Jimmy Webb                       | Jimmy Webb                       | 3:12     |  |
| 13.     | «Outro»                 |                                  |                                  | 0:24     |  |
| 1:02:03 |                         |                                  |                                  |          |  |

## Artistas
Iced Earth
- Jon Schaffer (guitarra rítmica, guitarra acústica, guitarra líder, voces complementarias y voz principal en «Highwayman»)
- Stu Block (voz principal, voces complementarias)
- Troy Seele (guitarra líder)
- Luke Appleton (bajo)

Invitados
- Raphael Saini (batería)
- Hansi Kürsch (voz secundaria en «Among the Living Dead» y voces complementarias)
- Russell Allen (voz principal y secundaria en «Highwayman»)
- Michael Poulsen (voz principal y secundaria en «Highwayman»)
- Thomas Hackmann (voces complementarias)
- Andrew Peters (voces complementarias)
- Matt O'Rourke (voces complementarias)
- Bonna Ross Bernal (voces complementarias)
- Daniel Schmitz (percusión complementaria)
- David Hambach (percusión complementaria)
- Christopher Jobi (percusión complementaria)